# 신인민전선
신인민전선(新人民戰線,
프랑스어: Nouveau Front populaire)은 2024년 프랑스 총선에 대응하기 위해 2024년 6월 10일에 출범한 프랑스의 좌익 선거연합이다.
신인민전선은 공산당부터 사회당까지 포괄하는 광범위한 진보세력의 연합이며, 기존 비주류 정치세력이었던 불복하는 프랑스와 반자본주의신당도 참여하고 있다. 이 단체는 전간기에 존재한 인민전선을 떠올리게 하는 당명을 채택하였다.
신인민전선은 새롭게 부상하는 극우 세력인 국민연합과 기성 여당인 르네상스당에 모두 반대하는 입장을 취하고 있으며, 부유세 도입, 보편적 복지, 공공 부문 강화, 최저임금 14% 인상을 정책으로 내세우고 있다.

## 배경
2022년 선거에 앞서 프랑스 몇몇 좌파 정당들은 신생태사회인민연합 (NUPES) 선거연합을 구성하며 국민연합과 집권당인 앙마르슈에 대한 심판론을 내세웠다. 비록 공동으로 주요 야당 블록을 형성할 수 있었지만, 단일 교섭단체를 형성하지 못했다. 그래도 NUPES는 마크롱이 의회 내에서 다수당이 되는 것을 막아내는 데 성공했다.

## 역사

### 결성
2024년 6월 9일, 2024년 유럽의회 선거에서 출구조사에서는 국민연합이 마크롱 대통령의 정당인 르네상스보다 두 배의 성과를 거뒀다는 결과가 나왔다. 선거에서 부진한 성과를 거두자 마크롱은 의회를 해산하여 조기 총선이 치러지게 되었으며, 1차 투표는 6월 30일, 2차 투표는 7월 7일로 예정되어 있다.
조기 총선이 발표된 후 일부에서는 신생태사회인민연합을 재결성할 것을 요구하는 목소리가 터져나왔다. 좌파 정치인 프랑수아 루핀은 녹색당을 포함한 모든 좌파 정당들에게 "최악을 피하고 승리하기" 위해 " 인민전선 "을 결성할 것을 촉구했다. 올리비에 포르 사회당 제1서기는 "극우에 대항하는 민중전선을 만들 것"을 공언했지만 마크롱과 협력하는 것은 "완전히 환상에 불과하다"고 일축했다.
6월 10일 말, 다가오는 선거에서 "에마뉘엘 마크롱에 대한 대안을 구축하고 극우의 인종차별 프로젝트에 맞서 싸울" 의도로 신인민전선이 발표되었다. 이 이름은 1930년대에 형성된 (구) 인민전선을 연상시키려는 의도이다. 신인민전선은 1차 선거에 단일 후보자로 구성된 공동 선거 명부를 제출하는 데 합의했다.

## 구성

### 정당
| 정당                         | 정당 | 정당                                   | 약칭   | 이념                                       | 정치 스펙트럼 | 대표                                          |
| ---------------------------- | ---- | -------------------------------------- | ------ | ------------------------------------------ | ------------- | --------------------------------------------- |
| 불복하는 프랑스와 연합정당들 |      |                                        |        |                                            |               |                                               |
|                              |      | 불복하는 프랑스                        | LFI    | 민주사회주의 좌익 포퓰리즘                 | 좌익~극좌     | 장뤼크 멜랑숑 Manuel Bompard                  |
|                              |      | 좌파당                                 | PG     | 민주사회주의 좌익 포퓰리즘                 | 좌익          | Éric Coquerel Danielle Simonnet               |
|                              |      | 앙상블!                                | E!     | 사회주의 생태사회주의                      | 좌익~극좌     | 집단지도체제                                  |
|                              |      | 피카르디 약진당                        | PD     | 좌익 포퓰리즘 경제적 민족주의              | 좌익          | 프랑수아 루핀                                 |
|                              |      | 삶을 위한 생태혁명                     | REV    | 비거니즘 심층생태주의                      | 좌익          | Aymeric Caron                                 |
|                              |      | 독립노동자당                           | POI    | 마르크스주의                               | 좌익~극좌     | 집단지도체제                                  |
|                              |      | Rézistans Égalité 974                  | RÉ974  | 민주사회주의 지역주의                      | 좌익~극좌     | Jean-Hugues Ratenon                           |
|                              |      | 좌파 환경사회당                        | GES    | 생태사회주의                               | 좌익          | 집단지도체제                                  |
|                              |      | 민주사회좌익당                         | GDS    | 민주사회주의                               | 좌익          | Gérard Filoche                                |
|                              |      | Pour une écologie populaire et sociale | PEPS   | 생태사회주의                               | 극좌          | 집단지도체제                                  |
| 생태녹색당과 연합정당들      |      |                                        |        |                                            |               |                                               |
|                              |      | 유럽 생태녹색당                        | LE     | 녹색정치 대안세계화                        | 중도좌파~좌익 | Marine Tondelier                              |
|                              |      | 운동세대                               | G·s    | 민주사회주의 생태사회주의                  | 중도좌파~좌익 | 브누아 아몽                                   |
|                              |      | Alsatian Alternative                   | AA     | 민주사회주의 지역주의                      | 좌익          |                                               |
|                              |      | 생태주의 시대                          | GE     | 녹색정치 생태여성주의                      | 좌익          | Delphine Batho                                |
|                              |      | Ensemble Sur Nos Territoires           | ET     | 녹색정치 지역주의                          | 좌익          | Ronan Dantec                                  |
| 사회당과 연합 정당들         |      |                                        |        |                                            |               |                                               |
|                              |      | 사회당                                 | PS     | 사회민주주의                               | 중도좌파      | 올리비에 포르                                 |
|                              |      | Place Publique                         | PP     | 사회민주주의                               | 중도좌파      | Aurore Lalucq Raphaël Glucksmann              |
|                              |      | 공동파리당                             | PeC    | 사회민주주의 생태사회주의                  | 중도좌파~좌익 | 안 이달고                                     |
|                              |      | 과달루프 민주진보당                    | PPDG   | 사회민주주의 탈마르크스주의                | 중도좌파~좌익 | Jacques Bangou                                |
| 프랑스 공산당과 연합 정당들  |      |                                        |        |                                            |               |                                               |
|                              |      | 프랑스 공산당                          | PCF    | 공산주의                                   | 극좌          | Fabien Roussel                                |
|                              |      | Humains et dignes                      | HeD    | 민주사회주의                               | 좌익          | Muriel Ressiguier                             |
|                              |      | 공화·사회주의좌익                      | GRS    | 사회주의                                   | 좌익          | Emmanuel Maurel                               |
|                              |      | 좌파급진당                             | LRDG   | 급진주의                                   | 중도좌파      | Stéphane Saint-André Isabelle Amaglio-Térisse |
|                              |      | 참여당                                 | L'E    | 사회주의                                   | 중도좌파~좌익 | Arnaud Montebourg                             |
|                              |      | 시민공화운동                           | MRC    | 좌익 드골주의 주권주의                     | 좌익          | Jean-Luc Laurent                              |
|                              |      | For Réunion                            | PLR    | 민주사회주의 탈마르크스주의                | 좌익          | Huguette Bello                                |
|                              |      | 시민의 종                              | TH     | 좌익 국민주의 프랑스령 폴리네시아 분리주의 | 중도좌파~좌익 | 오스카르 테마루                               |
|                              |      | Péyi-A                                 | Péyi-A | 마르티니크 분리주의                        | 중도좌파~좌익 | Jean-Philippe Nilor Marcelin Nadeau           |
|                              |      | 진전당                                 | LP     | 사회민주주의 레위니옹 지역주의             | 중도좌파      | Patrick Lebreton                              |
|                              |      | 마르티니크 진보당                      | PPM    | 민주사회주의 자율주의                      | 좌익          | Didier Laguerre                               |
|                              |      | 탈식민지사회해방운동                   | MDES   | 프랑스령 기아나 민족주의 마르크스주의      | 극좌          | Fabien Canavy                                 |
| 그외                         |      |                                        |        |                                            |               |                                               |
|                              |      | 반자본주의신당                         | NPA–A  | 사회주의 반자본주의                        | 극좌          | 집단지도체제                                  |
|                              |      | 뉴딜당                                 | ND     | 진보주의                                   | 중도좌파~좌익 | Arnaud Lelache Aline Mouquet                  |
|                              |      | 진보운동                               | MdP    | 진보주의                                   | 중도좌파~좌익 | François Béchieau                             |
|                              |      | Allons enfants                         | AE     | 사회자유주의                               | 중도좌파      | Félix David-Rivière                           |
|                              |      | 해적당                                 | PP     | 해적당 시민 자유지상주의                   | 혼합주의      | 집단지도체제                                  |
|                              |      | 부르타뉴민주연합                       | UDB    | 부르타뉴 민족주의 좌익 국민주의            | 좌익          | Tifenn Siret Pierre-Emmanuel Marais           |
|                              |      | Ghjuventù di Manca                     | GdM    |                                            | 좌익          |                                               |
|                              |      | A Manca                                | AM     | 좌익 국민주의                              | 극좌          |                                               |
|                              |      | Ecologia Sulidaria                     | ES     | 녹색정치                                   | 좌익          |                                               |

### 노동조합
| 연합 연맹 | 연합 연맹                     | 약어 | 리더                                                        |
| --------- | ----------------------------- | ---- | ----------------------------------------------------------- |
|           | 노동총연맹                    | CGT  | 소피 비네                                                   |
|           | 프랑스민주노동연맹            | CFDT | 메릴리스 레온 [ fr ]                                        |
|           | 전국자치노조                  | UNSA | 로랑 에스큐어 [ fr ]                                        |
|           | Fédération Syndicale Unitaire | FSU  | 브누아 테스트                                               |
|           | Union Syndicale Solidaires    | SUD  | 줄리 페루아(Julie Ferrua), 뮤리엘 길베르(Murielle Guilbert) |

### 외부 지원
| 파티 | 파티 | 파티                               | 약어  | 관념론                 | 정치적 입장 | 리더          |
| ---- | ---- | ---------------------------------- | ----- | ---------------------- | ----------- | ------------- |
|      |      | 급진좌파정당                       | PRG   | 사회 자유주의 급진주의 | 중도좌파    | 기욤 라크로아 |
|      |      | 21세기를 위한 시민의식, 행동, 참여 | Cap21 | 녹색 자유주의          | 중도        | 코린 르파주   |

### 경제정책
신인민전선은 2023년 프랑스 연금 개혁법을 폐지시키고 정년을 60세로 복원시키는 것을 공약했다. 생리휴가 도입도 지지한다.

### 외교 정책
우크라이나에 대한 군사 지원을 지지했으며, 프랑스가 팔레스타인을 국가로 승인할 것을 공약했다.

## 반응

### 좌익 진영
6월 11일, 옥시타니 부지사인 사회당의 카멜 치블리는 이 협정이 " NUPES 2"이며 "정치적 넌센스"라고 비난하며 이 협정에 반대했다. 반면 NUPES 결성을 반대했던 프랑수아 올랑드 전 프랑스 대통령은 신인민전선을 지지한다고 발표했다.

### 중도 진영
2022년 NUPES에 반대했던 전 사회당 소속 프랑스 총리였으며 현 르네상스 당원인 마뉘엘 발스는 이 합의를 비난했다. 르네상스 소속 경제재정부 장관 브루노 르메르는 신인민전선의 강령을 “완전한 광기”이며 “현실 세계과 완전히 동떨어져 있다”고 말했다. 역시 르네상스 소속인 프랑스 총리 가브리엘 아탈은 전선을 "수치스러운 합의"라고 불렀다.
자유주의 유럽연방주의 정당인 볼트 프랑스(Volt France)는 신인민전선을 비판하며 "모든 공화주의 세력과 친유럽 세력"을 통합하는 "유럽 전선"을 구성할 것을 촉구했다. 좌익급진당의 지도자인 기욤 라크로아는 신인민전선의 구성원은 아니지만 공화주의, 세속주의, 보편주의적 가치를 공유하는 "좌파 [후보] 뿐만 아니라 국민연합 을 이길 수 있는 모든 공화주의 후보들을 지지할 것"이라고 밝혔다. Cap21은 "좌파, 중도파, 생태주의자 등 모든 정치 세력의 대연합"을 구성을 요구했다.

## 미주
1. ↑  인민전선[1] (FP, Front populaire) 혹은 생태사회인민전선[2] (FPES, Front populaire écologique et social) 이라고도 불린다.